# Pedro Juan de Lastanosa
 Pedro Juan de Lastanosa  (prop de Montsó (Osca), principis del s. XVI - 29 de juny de 1576) matemàtic, cartògraf i enginyer espanyol.

## Biografia
Va estudiar a les universitats d'Osca, Alcalá, Salamanca, París i Lovaina, sent doctor en teologia i bones lletres.
En 1553, a Brussel·les, va ordenar  Los dos libros de Geometria práctica  d'Oroncio Fineo, traduïts al castellà per Jeroni Girava. Posteriorment es trasllada a Itàlia al servei del virrei de Nàpols (1559).
El 1563, ja de tornada a Espanya, entra al servei de Felipe II, treballant en les obres del Alcázar de Madrid, amb Joan Baptista de Toledo, que tenia en aquells dies com ajudants a Joan de València i a Juan de Herrera. En 1565 se li encarrega de visitar les obres del Canal Imperial d'Aragó, com a expert en obres hidràuliques.
A partir de l'any següent, 1566, comença la participació de Lastanosa en la Descripción y Corografía de España, juntament amb el matemàtic Pedro Esquivel, treball que van realitzar per triangulació i per al qual van dissenyar diversos instruments.
Segons hipòtesi de Nicolás García Tapia, podria ser l'autor de  Los veintiún libros de los ingenios y de las máquinas, conegut com el Pseudo-Juanelo Turriano, un manuscrit perdut del XVI del qual se'n conserva una còpia i que tracta fonamentalment sobre enginyeria hidràulica. Tapia l'atribueix a Pedro Juan de Lastanosa, ja que va ser «enginyer de Felip II».